# Шафровы
Шафровы — древний дворянский род, из московских бояр.
Род внесён в Бархатную книгу. При подаче документов (1 февраля 1686), для внесения рода в Бархатную книгу, была подана совместная родословная роспись однородцев: Белкиных, Отяевых, Пыжовых и Шафровых.
Род записан в VI часть родословных книг Владимирской и Костромской губерний.

## Происхождение и история рода
К великому князю Даниилу Александровичу выехал «дивный муж», честью маркграф Аманд Буссавол, названный по крещению Василием и был у великого князя наместником. Его правнук, московский наместник Пётр Буссавол, имел сына Алексея по прозванию Хвост, который находился в Москве тысяцким. У боярина Алексея Петровича Хвоста были правнуки: Фёдор Борисович Отяй, родоначальник Отяевых и Хвостовых, Фёдор Фёдорович Шафер (VIII-колено) родоначальник Шафровых.
Дети и внуки его служили в XVII веке воеводами, стольниками и прочих чинах. Тихон Иванович Шафров погиб в битве под Конотопом († 1659).

## Описание герба
Щит разделён на четыре части, из коих в первой части, в красном поле, находится белый одноглавый орёл с распростёртыми крыльями. Во второй части, в золотом поле, выходящая с левой стороны из облака рука с поднятою шпагою (польский герб Малая Погоня). В третьей части, в золотом поле, три реки (изм. польский герб Корчак), и на каждой из них по одной стреле, остриём обращённой направо. В четвёртой части, в красном поле, серебряная луна, рогами вверх и над нею три золотых шестиугольных звезды (польский герб Лелива), расположенных 2 и 1.
Щит увенчан дворянскими шлемом и короной. Нашлемник: три страусовых пера. Намёт на щите голубой и серебряный, подложенный золотом и красным. Щитодержатели: лев и гриф с обращёнными в сторону главами.